# 황재열
황재열(1981년 11월 24일 ~ )은 대한민국의 배우이다.

## 학력
- 중부대학교 안전경호학과 중퇴

## 출연작

### 영화
- 《밤의 여왕》 (2012년) - 양복 역
- 《범죄소년》 (2012년) - 유치장 남자 역
- 《불청객》 (2014년) - 공장직원 역
- 《골든 슬럼버》 (2018년) - 형사 3 역
- 《사라진 밤》 (2018년) - 친절형사 역
- 《암수살인》 (2018년) - 포크레인기사 역
- 《성난황소》 (2018년) - 중고차 딜러 역
- 《히치하이크》 (2019년) - 강화 형사 2 역
- 《미성년》 (2019년) - 편의점 남자 역
- 《유열의 음악앨범》 (2019년) - 황 형사 역
- 《타짜: 원 아이드 잭》 (2019년) - 리무진 기사 역
- 《장사리: 잊혀진 영웅들》 (2019년) - 문산호 항해사 역
- 《나를 찾아줘》 (2019년) - 병수 역
- 《카센타》 (2019년) - 고장트럭남 역
- 《잔칫날》 (2020년) - 홍규 역
- 《식물생활》 (2020년) - 부동산 역
- 《비상선언》 (2022년) - 관제팀장1 역
- 《컴백홈》 (2022년) - 만철 역
- 《필사의 추격》 (2024년) - 최 씨 역

### 드라마
- 《령 비긴즈》 (2014년, 웹드라마) - 김 사장 역
- 《귀신 보는 형사 처용》 (OCN, 2014년) - 민국의 지인 역
- 《위대한 이야기 - 원폭박치기 김일》 (TV조선 & tvN, 2015년) - 김일 제자 역
- 《미세스 캅》 (SBS, 2015년) - 수행원 역
- 《미씽나인》 (MBC, 2016년) -  보컬 트레이너 황시후 역
- 《크리미널 마인드》 (tvN, 2017년)
- 《으라차차 와이키키》 (JTBC, 2018년) - 고깃집 사장 역
- 《제3의 매력》 (JTBC, 2018년)
- 《운명과 분노》 (SBS, 2018년)
- 《열혈사제》 (SBS, 2019년) - 여수 장형사 역
- 《특별근로감독관 조장풍》 (MBC, 2019년) - 노조 위원장 역
- 《보이스 3》 (OCN, 2019년)
- 《동백꽃 필 무렵》 (KBS, 2019년) - 김명배 형사 역
- 《낭만닥터 김사부 2》 (SBS, 2020년) - 고 형사 역
- 《슬기로운 의사생활》 (tvN, 2020년) - 보호자 2
- 《루카：더 비기닝》 (tvN, 2021년) - 김유철 역
- 《모범가족》 (Netflix, 2022년) - 김 사장 역
- 《몸값》 (TVING, 2022년) - 비만남 역
- 《모범형사 2》 (JTBC, 2022년) - 기동수 역
- 《멧돼지 사냥》 (MBC, 2022년) - 두만 역
- 《트롤리》 (SBS, 2022년)
- 《일타스캔들》 (tvN, 2023년) - 송이태 형사 역
- 《낭만닥터 김사부 3》 (SBS, 2023년) - 고 형사 역
- 《악귀》 (SBS, 2023년) -  현우 아버지 역
- 《모래에도 꽃이 핀다》 (ENA, 2023년) -  박동찬 역
- 《이토록 친밀한 배신자》 (MBC, 2024년) - 정두만 역 (특별출연)
- 《폭싹 속았수다》 (Netflix, 2025년) - 애순의 담임 선생 역
- 《은수 좋은 날》(KBS2, 2025년) - 박형사 역

### 뮤지컬
- 《정글라이프》 (2016, 2019, 2022)
- 《호오이 스토리》 (2017)
- 《날아라 박씨》 (2012)
- 《백야》 (2012)
- 《베로나의 두 신사》 (2010)
- 《엄마의 약속》 (2009)

### 연극
- 《1989년 서해안 섬마을에서 발견된 시체는 어떻게 처리되었나》 (2024)
- 《나의 장례식에 와줘》 (2023)
- 《민초》 (2016)
- 《사랑해 엄마》 (2015)
- 《서울 땐스홀을 허하라》 (2013)
- 《다시 한 달을 가서 설산을 넘으면》 (2013)
- 《털복숭이 원숭이》 (2012)
- 《기막힌 스캔들》 (2012)
- 《옥탑방 고양이》 (2011)
- 《보고싶습니다》 (2009)